# Люй Лун
Люй Лун (кит. 呂隆, пиньинь Lǚ Lóng, ?—416), взрослое имя Юнцзи́ (永基) — последний правитель государства Поздняя Лян.

## Биография
Племянник основателя Поздней Лян Люй Гуана. Люй Бао — отец Люй Луна — был одним из генералов Люй Гуана. Подробностей о Люй Бао и о ранних годах жизни Люй Луна в исторических источниках не имеется.
В 401 году Люй Чао (брат Люй Луна) убил правившего тогда Люй Цзуаня и его брата Люй Вэя, и предложил Люй Луну взойти на престол. Люй Луну пришлось согласиться. Он принял титул «небесный князь» (практически эквивалентный «императору»), а Люй Чао дал титул «Аньдинский гун» (安定公), и доверил ему большинство государственных и военных дел.
Услышав о произошедшем, Яо Син (правитель государства Поздняя Цинь) отправил летом 401 года своего дядю Яо Шодэ в крупное наступление на Позднюю Лян. Армия Яо Шодэ быстро осадила столицу Поздней Лян город Гуцзан. Люй Чао (а вместе с ним и Люй Лун) был вынужден номинально покориться Поздней Цинь и отправить 50 членов своего клана в столицу Поздней Цинь город Чанъань в качестве заложников. По совету Яо Шодэ Яо Син даровал Люй Луну титул «Цзяньканский гун» (建康公), однако во внутренних делах тот продолжал использовать титул «небесный князь».
Однако Поздняя Лян продолжала подвергаться нападениям со стороны государств Северная Лян и Южная Лян, что привело к голоду в стране. Летом 402 года Люй Луну удалось временно заключить мир с этими государствами, но он не продлился долго. К 403 году положение страны (сократившейся к тому моменту, фактически, до собственно столицы) стало отчаянным, и Люй Лун решил полностью передать государство Поздней Цинь. Под эскортом армии циньского генерала Ци Наня Люй Лун прибыл в Чанъань.
В Поздней Цинь Люй Лун сохранил свой титул «Цзяньканского гуна» и стал чиновником. О его дальнейшей жизни нет сведений вплоть до момента, пока в 416 году он вместе с Люй Чао не поучаствовал в попытке Яо Би (сына Яо Сина) сместить с поста официального наследника престола Яо Хуна (другого сына Яо Сина). После провала попытки переворота Яо Би было приказано совершить самоубийство, а прочие заговорщики были взяты под арест, и на следующий день после смерти Яо Сина казнены по приказу Яо Хуна.